# Marzoll

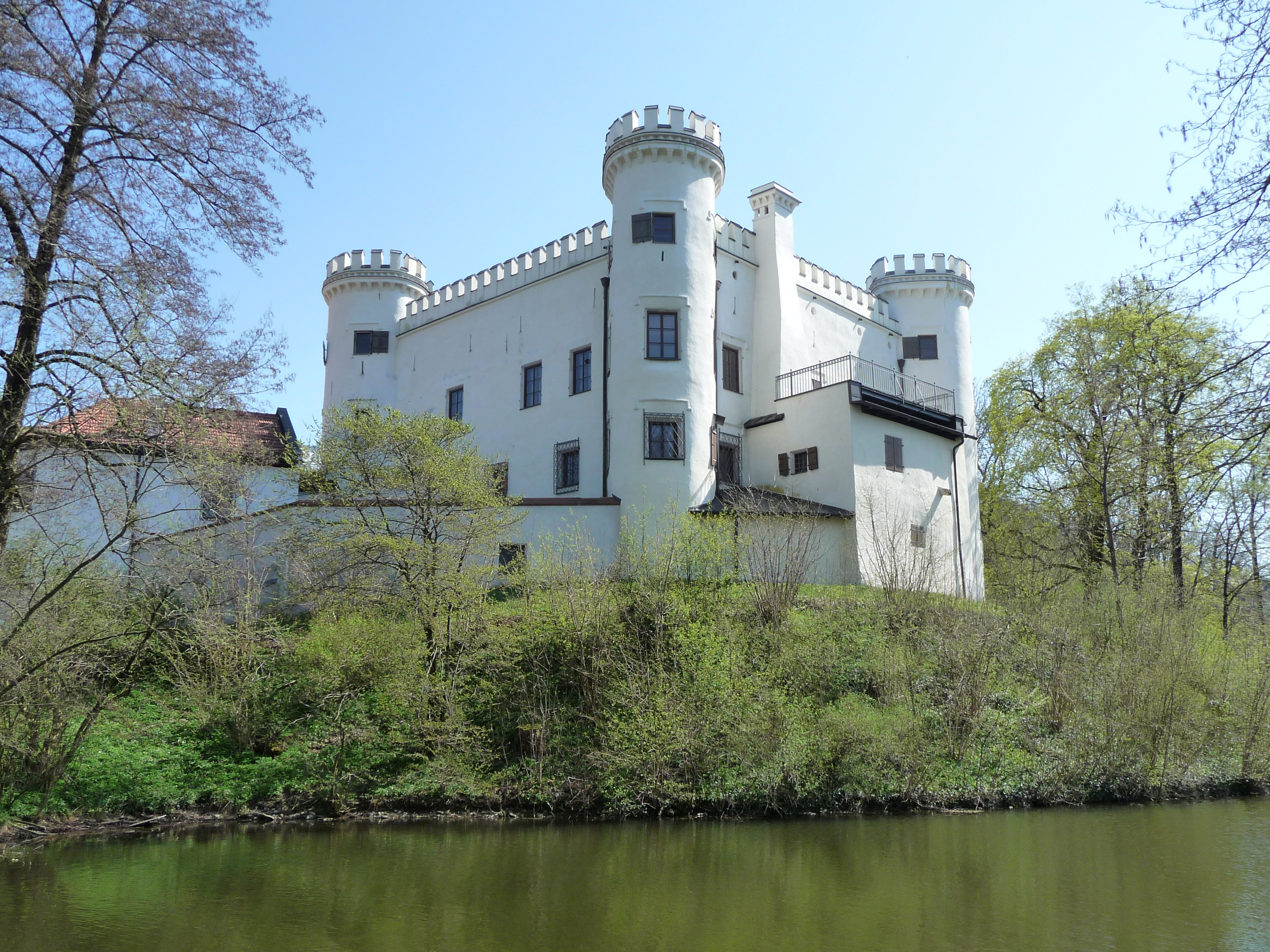
Schloss Marzoll

Marzoll ist Ortsteil von Bad Reichenhall im Landkreis Berchtesgadener Land in Bayern. Bis zur Gemeindegebietsreform 1978 war Marzoll eine selbständige Gemeinde. Mit ca. 6 km² ist Marzoll nach Fläche und der Einwohnerzahl der zweitgrößte Ortsteil von Bad Reichenhall.

## Geographie

### Lage und Gliederung
Der Ort liegt nordöstlich des Zentrums von Bad Reichenhall direkt an der Grenze zum österreichischen Land Salzburg.
Die ehemalige Gemeinde Marzoll gliederte sich in die Ortsteile Marzoll, Türk, Schwarzbach und Weißbach, von denen jedoch bereits 1961 der Ortsteil Türk in Marzoll aufging, auch wenn die beiden Ortsteile siedlungsgeographisch immer noch getrennt sind.

### Ortsnamen
- Marzoll (Ersterwähnung 788 als Marciolas): Ein Ortsname aus der Römerzeit, der vermutlich auf den lateinischen Personennamen Marcianus zurückgeht.
- Weißbach (788: Wizinpach): Bach- und Ortsname. Namengebend war die helle Farbe des Gesteins (vom Lattengebirge) am Grund des Baches.
- Schwarzbach (1147: Swarzpach): Bach- und Ortsname. Dem dunklen Wasser aus dem Moorgebiet am Fuß des Untersbergs verdankt der Bach seinen Namen.
- Türk (1025: Durigo): Der Ortsname geht wohl auf lateinisch Duriacum zurück, dem der römische Personenname Durius zugrunde liegt. Der Ortsname bedeutet so viel wie Gut des Durius.

## Geschichte
Funde im Ortsbereich lassen auf eine Besiedlung bereits in vorgeschichtlicher Zeit schließen; die eigentliche Geschichte Marzolls aber beginnt mit den Römern. Die Ausgrabung einer Villa mit Mosaikfußboden und der (vielleicht von einem römischen Personennamen abgeleitete) Ortsname belegen die römerzeitliche Besiedlung von Marzoll. Die Siedlung überstand die Zeit der Völkerwanderung und wurde, nach der Entstehung des Herzogtums Baiern im 6. Jahrhundert, im Jahre 790 mit der Nennung der Kirche ad marciolas erstmals urkundlich erwähnt. Um 800 beginnt mit einem „Snelwach“ die Reihe der Herren von Marzoll. In der letzten Phase der Ablösung des Salzburger Landes von Bayern in den Jahren 1275 bis 1328 blieb das nur zehn Kilometer von Salzburg entfernte Marzoll im Herrschaftsbereich des bayerischen Herzogs. Um 1484 erhielt die Reichenhaller Patrizierfamilie Fröschl die Hofmarksrechte (niedere Gerichtshoheit) über Marzoll. Die Hofmark umfasste die Ortsteile Marzoll und Schwarzbach, während Türk und Weißbach zum Gericht Reichenhall gehörten. Das bedeutendste Mitglied dieser einflussreichen Familie dürfte Wiguleus Fröschl von Marzoll (1445–1517) gewesen sein, der es bis zum Fürstbischof von Passau brachte. Bis 1536 errichteten sich die Fröschl einen Familiensitz in einem neuen, aus Italien kommenden Baustil, der Renaissance. Die Schlossanlage in Form eines kubischen Baukörpers mit vier Ecktürmen war die erste ihrer Art in Bayern.
In diese Zeit fällt auch die Entstehung einer bedeutenden Wallfahrt zum Heiligen Valentin in der Marzoller Kirche. Sie geht auf ein Wunder im Jahre 1496 zurück, bei dem ein Kind von der Epilepsie geheilt worden sein soll. Die Wallfahrt, bei der vor allem lebende schwarze Hennen geopfert wurden, erreichte später im 17. und 18. Jahrhundert ihre höchste Blüte und kam nach der Aufklärung zum Erliegen.
Von 1605 bis 1788 war die Hofmark Marzoll im Besitz der Salzburger Familie Lasser von Lasseregg. 1798 fielen die Hofmarksrechte an das Kurfürstentum Bayern. Als Nachfolger des Barons von Laßberg besaßen die Freiherrn von Aretin das Schloss ab 1834. Die Freiherren von Malsen, ab 1837 Besitzer des Schlosses, ließen die Renaissance-Kuppeln der vier Türme abtragen und durch Zinnen im Stil der Neugotik ersetzen (vergl. Schloss Hohenschwangau u. Possenhofen). Die sich im 19. Jahrhundert langsam entwickelnde Gemeinde Marzoll war von jeher durch die Landwirtschaft geprägt. Zeugen der über Jahrhunderte gewachsenen bäuerlichen Kultur sind neben der Kulturlandschaft vor allem erhaltene historische Bauernhöfe. Als bemerkenswerte Beispiele für den Typ des „Salzburger Flachgauhofs“ sind die Anwesen „Hager“, „Landerl“ und „Hoder“ in Türk zu nennen. Durch die Ausweisung von Landschaftsschutzgebieten in den 1970er Jahren konnten wertvolle Tier- und Pflanzenarten, aber auch die Landschaft bis heute erhalten werden. Mit der Eingemeindung von Marzoll nach Bad Reichenhall im Jahre 1978 endete die Eigenständigkeit der Gemeinde.

## Wappen
| Wappen von Marzoll | Blasonierung: „Unter goldenem (gelbem) Schildhaupt, darin drei schräglinks liegende grüne Kleeblätter, in Blau eine zweitürmige goldene (gelbe) Zinnenburg mit schwarzem Tor.“ |
| Wappen von Marzoll | Wappenbegründung: Das 1960 verliehene Wappen zeigt das Schloss Marzoll. Die Kleeblätter stammen aus dem Familienwappen der Freiherren von Lasser, die von 1605 bis 1798 über fast zwei Jahrhunderte die Hofmark Marzoll innehatten und die wichtigsten Grundherren in den Hauptmannschaften Ristfeucht und Jettenberg waren. |

## Verkehr und Wirtschaft
Wirtschaftlich bedeutsam sind die Produktionsanlagen des Mozartkugel-Herstellers Paul Reber GmbH & Co. KG. Der auf Marzoller Flur gelegene Autobahn-Grenzübergang mit dem „Zollamt Schwarzbach Autobahn“ war vor dem Beitritt Österreichs zur EU einer der größten Europas.

### Grenzübergang Walserberg
Der Grenzübergang Walserberg (A1) / Schwarzbach (BAB 8) liegt auf Marzoller Flur. Von überörtlicher Bedeutung war von jeher der Grenzübergang auf dem Walserberg bei Schwarzbach. Schon zur Römerzeit führte eine Straße von Salzburg nach Reichenhall über dieses Gebiet. Die 1275 festgelegte Grenzlinie zwischen den Besitzungen des bairischen Herzogs und des Erzbischofs von Salzburg wurde 1328 zur tatsächlichen Landesgrenze zwischen dem Herzogtum Baiern und dem Erzstift Salzburg. Seit 1765 ist eine Mautstelle auf bayerischer Seite nachweisbar. Ihr Sitz war das „Alte Mauthaus“ in Schwarzbach. Von 1805 bis 1939 war sie im „Neuen Mauthaus“ untergebracht. Auf Salzburger Seite bestand eine Zollstelle erst ab 1803. Von 1810 bis 1816 waren die Zollstellen aufgelöst, da das Salzburger Land in dieser Zeit zum Königreich Bayern gehörte.
Im Jahre 1816 fiel Salzburg an Österreich und die Zollstellen nahmen ihren Betrieb wieder auf. Von 1853 bis 1866 bestand sogar ein Gemeinschaftszollamt nahe beim „Röhrnwirt“ in der Ortschaft Walserberg auf der österreichischen Seite. In der Zeit gab es auch schon den Transitverkehr durch das Kleine deutsche Eck zwischen dem Walserberg und Lofer. Nach dem Anschluss Österreichs an das Deutsche Reich 1938 wurden die Zollämter aufgehoben. Die Autobahn von München wurde auf österreichischer Seite über den Walserberg weitergebaut und der dort bis dahin geltende Linksverkehr abgeschafft. Nach 1945 entwickelte sich das „Zollamt Schwarzbach Autobahn“ zu einem der größten Grenzübergänge in Europa. Mit dem Beitritt Österreichs zur Europäischen Union 1995 und dem Wegfall der Grenzkontrollen wurde es in ein Binnenzollamt umgewandelt.
Siehe auch: Österreichische Grenzübergänge in die Nachbarstaaten#Deutschland

## Infrastruktur

### Öffentliche Einrichtungen

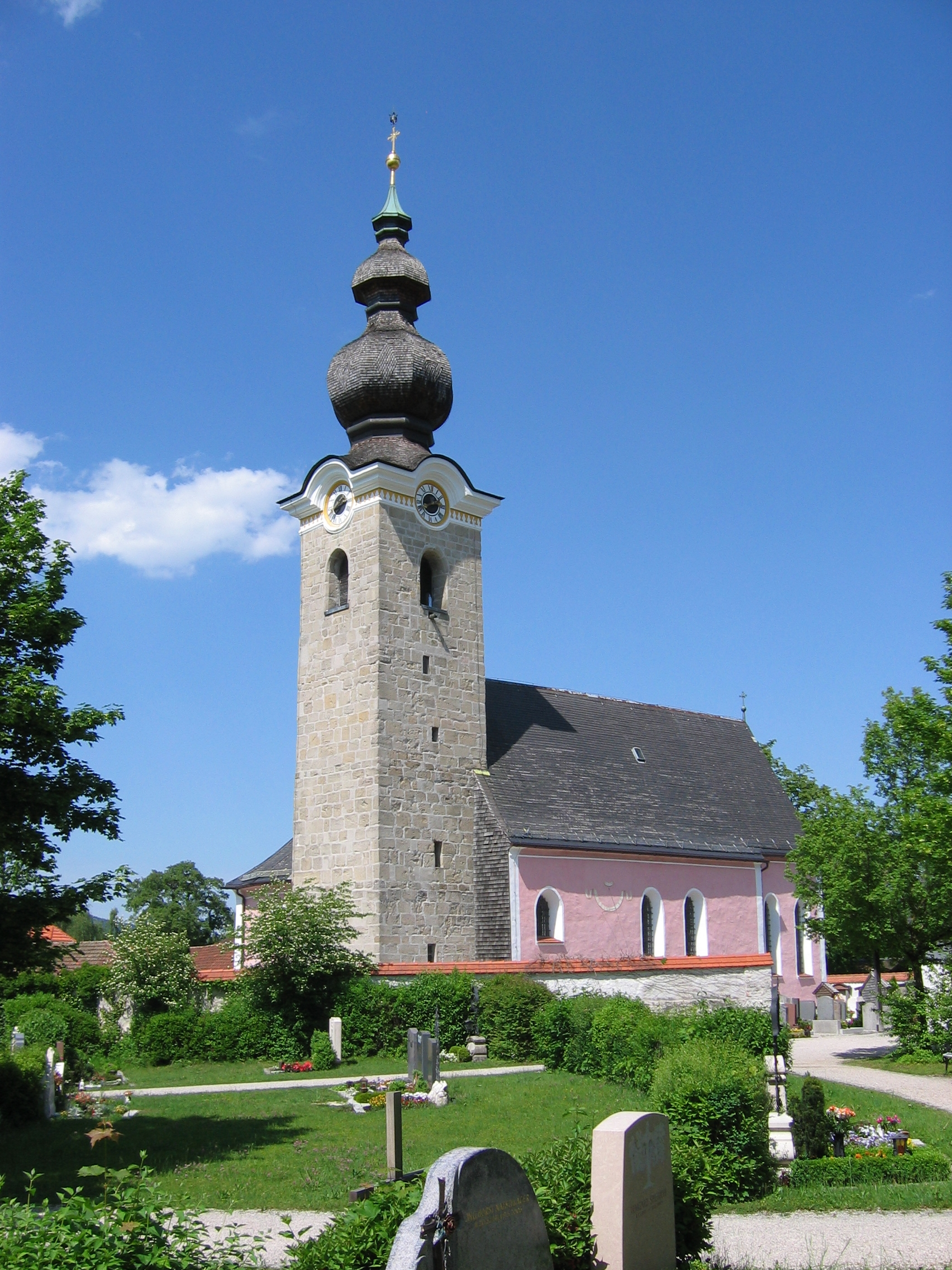
Pfarrkirche St. Valentin Marzoll

In Marzoll gibt es eine Grundschule und einen Kindergarten. Die Pfarrei St. Valentin wird vom Stadtpfarrer von St. Zeno in Bad Reichenhall betreut.
Im Gemeindeteil Schwarzbach befinden sich das beheizte Freibad Marzoll als auch die Kläranlage der Stadt Bad Reichenhall.

### Sehenswürdigkeiten
Bekannt sind vor allem das Schloss Marzoll (Inneres nur mit Führung zugänglich) und die Pfarrkirche St. Valentin.